# Maille

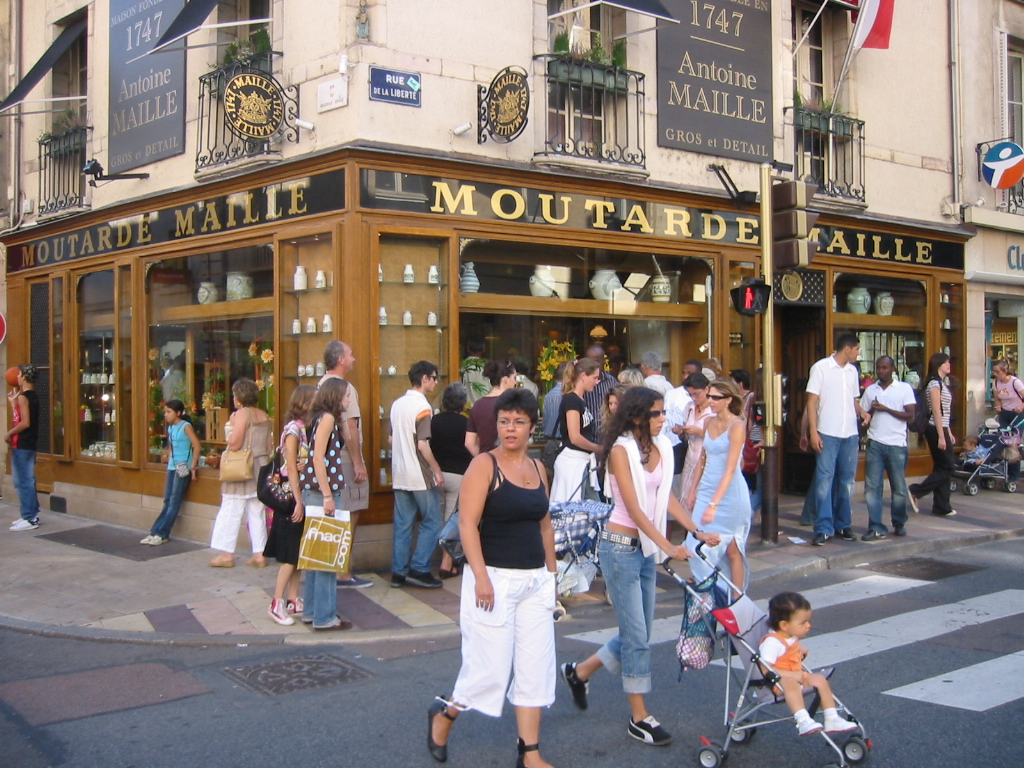
Boutique de moutarde in Dijon, rue de la Liberté

Maille ist ein Essig- und Senfhersteller in Dijon.
Das Unternehmen wurde im Jahr 1747 von Antoine Maille als Essig- und Spirituosenhersteller für hygienische Anwendungen in Marseille gegründet. Bereits am Ende des 18. Jahrhunderts war Maille Essigproduzent für mehrere Herrscherhäuser in Europa und Russland. Als im Jahre 1930 der letzte der Familie Maille starb, kaufte Baron Philippe de Rothschild das Unternehmen. 1952 fusionierte es mit dem Senfhersteller Grey-Poupon in Dijon. Nach wiederholtem Eigentümerwechsel (u. a. Danone), gehört das Unternehmen seit dem Jahr 2000 zum Nahrungsmittel-Multi Unilever.